# История почты и почтовых марок Сент-Винсента и Гренадин
История почты и почтовых марок Сент-Винсента и Гренадин описывает развитие почтовой связи в Сент-Винсенте и Гренадинах, независимом государстве, расположенном на островах группы Наветренных островов, со столицей в Кингстауне. В колониальный период здесь стали выпускать почтовые марки (с 1861), а после обретения своей независимости Сент-Винсент и Гренадины вошли в число стран, объединённых в рамках Всемирного почтового союза (ВПС; с 1981). За почтовое обслуживание в этом островном государстве отвечает компания SVG Postal Corporation.

## Развитие почты
История почты на территории Сент-Винсента и Гренадин первоначально связана с существовавшими здесь в 1763—1979 годах британскими владениями.
Почтовая служба в 1763—1871 годах развивалась в рамках администрации британской колонии Сент-Винсент. С 1871 года Сент-Винсент был округом колонии Наветренные острова. В 1880-х годах на Сент-Винсенте стали употребляться деревенские почтовые штемпели.
Самостоятельная почтовая администрация островов была сформирована после провозглашения их независимости 27 октября 1979 года. Присоединение страны к ВПС состоялось 3 февраля 1981 года.
В современных условиях почтовое обслуживание в этом государстве осуществляет компания «СВГ Постал Корпорейшн» (англ. SVG Postal Corporation).

## Выпуски почтовых марок

### Колониальный период

#### Первые марки
Эмиссия собственных почтовых марок на островах началась 8 мая 1861 года. На первых марках Сент-Винсента была изображена королева Виктория.

#### Последующие эмиссии
Затем в 1902 году появились почтовые марки с изображением короля Эдуарда VII и в 1912 году — короля Георга V. При этом на марках 1912 года был помещён только портрет короля Георга V, а на последующих выпусках были даны его портрет и виды острова.
За этими эмиссиями почтовых марок в 1935 году последовал «Серебряный юбилейный выпуск», посвящённый 25-летию правления Георга V. Это были первые памятные марки Сент-Винсента.
В 1937 году свет увидел «Коронационный выпуск» короля Георга VI, а в следующем 1938 году были изданы новые стандартные марки с изображением короля Георга VI и местными видами:
|  |

В 1946 году выходили почтовые марки, посвящённые победе во Второй мировой войне, с портретом короля и с изображением Вестминстерской башни, а в 1948 году — почтовые миниатюры, отметившие 25-летие королевской свадьбы.
В 1953 году появились марки в ознаменование коронации Елизаветы II, к которым затем добавились почтовые марки с её портретом[≡][≡] и пейзажами.

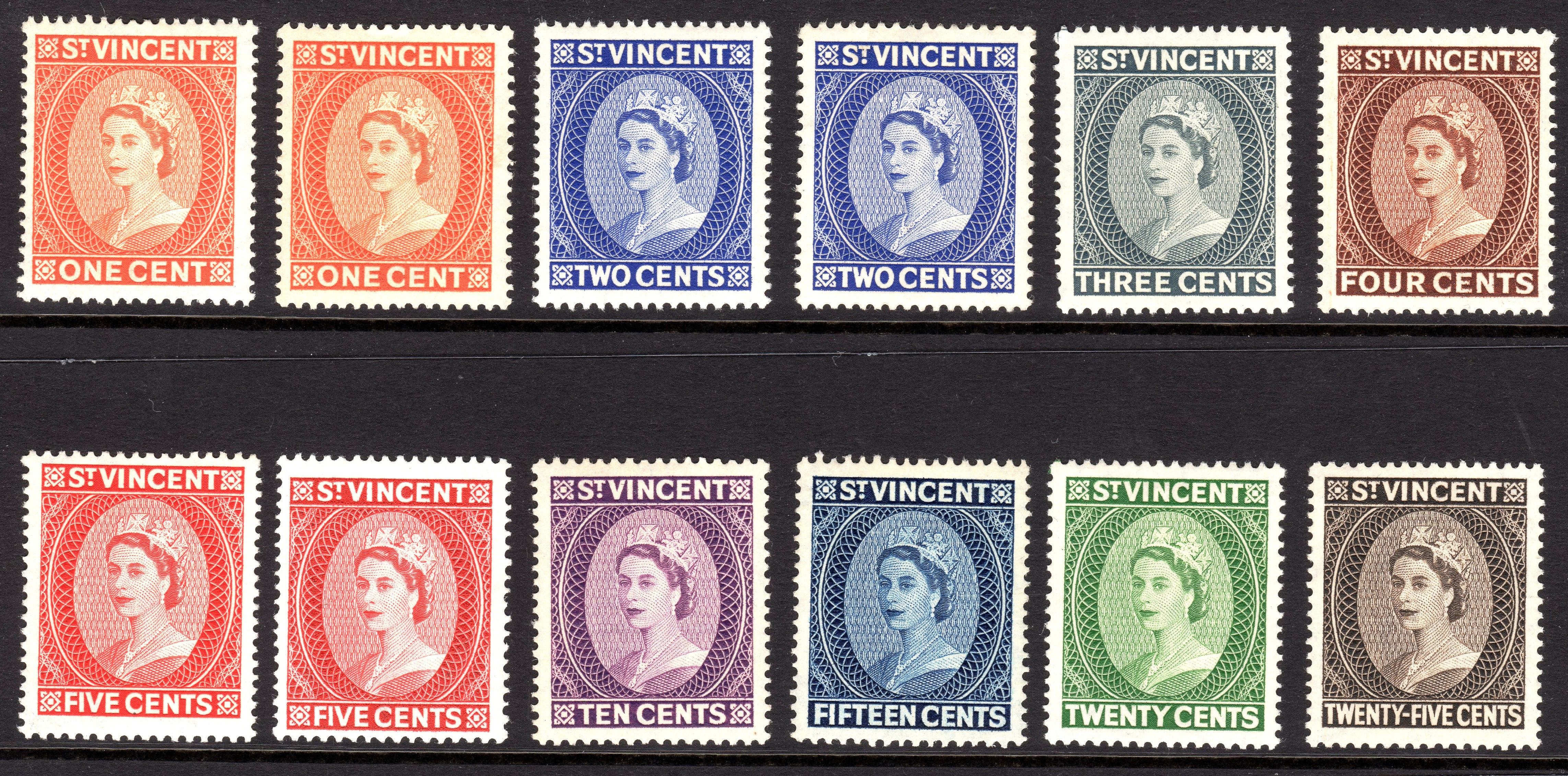

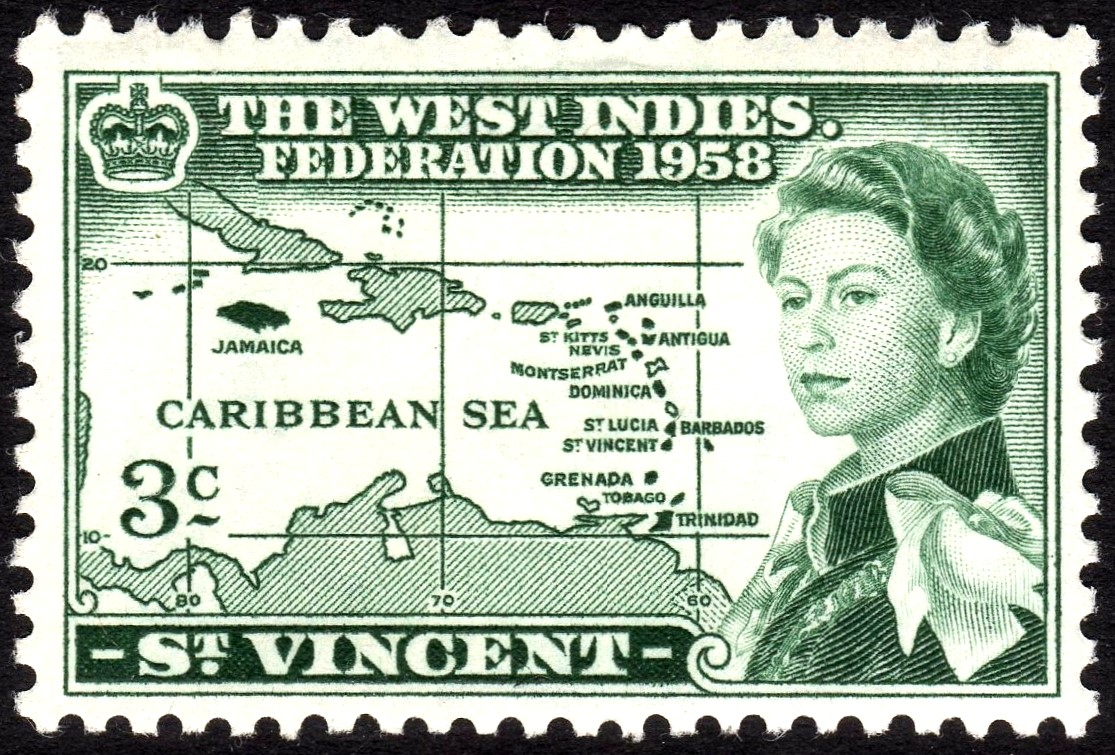

По данным Л. Л. Лепешинского, за период чуть больше ста лет (с 1861 года по 1963 год) было эмитировано 187 почтовых марок Сент-Винсента, для которых характерны надписи: «St Vincent» («Сент-Винсент»)[≡], «Postage & Revenue» («Почтовый и гербовый сбор»)[≡], «The West Indies Federation» («Вест-Индская федерация»)[≡].
На марках Сент-Винсента примерно до 1970 года можно было увидеть либо портрет британского монарха, либо вензель «ER» и корону[≡].
Около 1970 года с почтовых марок исчезли портреты и вензеля королевы. Число выпусков возросло после 1960-х и 1970-х годов, отображая события как местного (например, карнавалы), так и международного характера (например, 200-летие провозглашения независимости США в 1976 году).
В 1971 году вышел первый почтовый блок Сент-Винсента.
На почтовых марках, посвящённых 200-летию независимости США в 1976 году и 25-летию правления королевы Елизаветы II в 1977 году, были помещены портреты прошлых монархов Великобритании и президентов Соединенных Штатов Америки.

### Независимость
Собственная государственная независимость была отмечена в 1979 году памятной серией, а также надпечаткой памятного характера на стандартной серии.
В 1983 году начали печатать серию почтовых марок с транспортными сюжетами — автомобилями и локомотивами, которая издавалась до 1986 года. На почтовых марках 1986 года, эмитированных в честь чемпионата мира по футболу, были изображены футболисты, а на марках 1988 года — игроки в крикет.
2 декабря 1985 года Сент-Винсент стал первой страной в мире, которая эмитировала знаки почтовой оплаты, посвящённые Майклу Джексону. Восемь марок «джексоновской» серии запечатлили его портреты и были оформлены в виде четырёх сцепок — по две марки номиналом в 60 центов, 1, 2 и 5 долларов (Mi #890—893; Sc #894—897). Кроме того, были подготовлены четыре почтовых блока с четырьмя марками на каждом, которые имели номиналы: 45 центов, 90 центов, 1,50 и 4 доллара (Mi #894—897; Sc #898—901). Выходили также четыре конверта первого дня.
Начиная с 1987 года Сент-Винсент и Гренадины первыми в мире эмитировали также почтовые марки с изображением Элвиса Пресли. На других марках были представлены моряк Попай и Бетти Буп.
В 1988 году страна стала клиентом Межгосударственной филателистической корпорации, после чего до середины 1990-х годов в продажу поступали почтовые марки, запечатлившие бейсболистов, таких как, например, Бейб Рут в 1988 году. На рождественских марках 1988 года была представлена диснеевская тематика с изображениями Микки Мауса и его друзей.

25 ноября 1991 года на филателистический рынок поступили почтовые блоки Сент-Винсента с портретами известных людей современности. На одном из них (Sc #1564) снова был представлен Майкл Джексон — на однодолларовой почтовой миниатюре блока (Sc #1564a).
До 1992 года на почтовых марках была надпись «St. Vincent» («Сент-Винсент»), после чего стали указывать «St. Vincent and the Grenadines» («Сент-Винсент и Гренадины»)[≡][≡].
К началу 1990-х годов избыточная продукция марок возросла. В 1994 году началось издание почтовых марок с изображениями японских футболистов и команд (таких как «ДЖЕФ Юнайтед»), а также в ознаменование чемпионата мира по футболу 1994 года в США.
В 1996 году Сент-Винсент и Гренадины стали одной из первых стран, посвятивших свои почтовые марки «Звёздным войнам». В следующем 1997 году началась эмиссия марок на тему «Звездный путь: Вояджер».
В 2000 году Сент-Винсент и Гренадины издали почтовый блок с ленинским сюжетом (Sc #2764). Этот блок появился 13 марта 2000 года в серии к итогам XX века и считается одним из последних в мире выпусков с образом Ленина.
В 2001—2002 годах вышли почтовые марки с изображением покемонов.

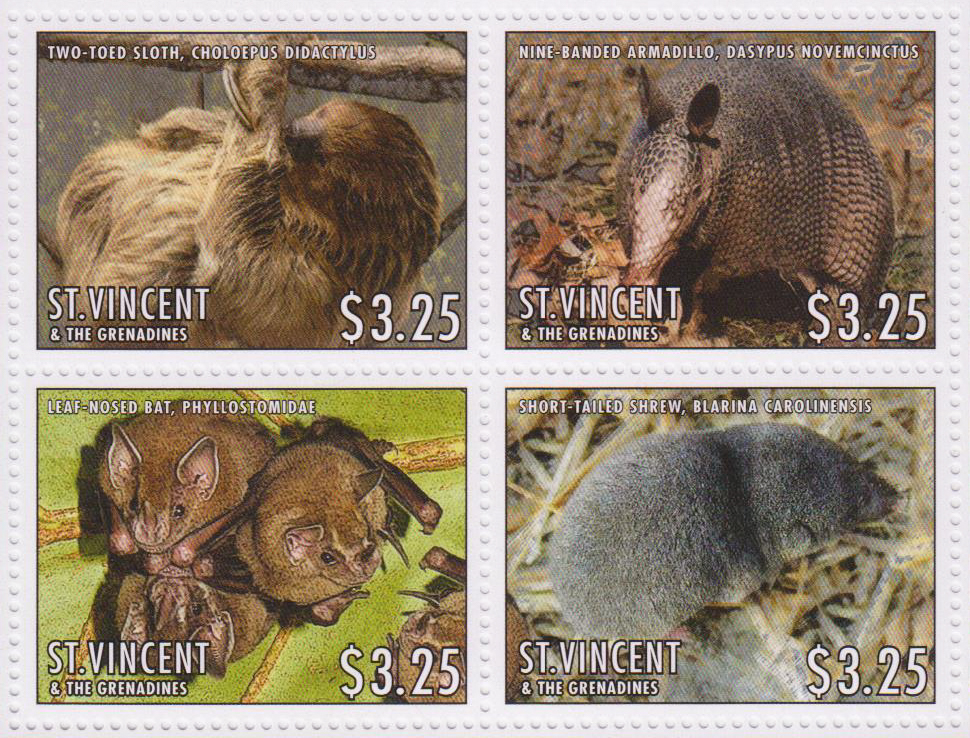

## Другие виды почтовых марок

### Военно-налоговые
В 1916 году были изданы военно-налоговые марки посредством надпечатки «War stamp» («Военная марка»), которая наносилась на почтовые марки:

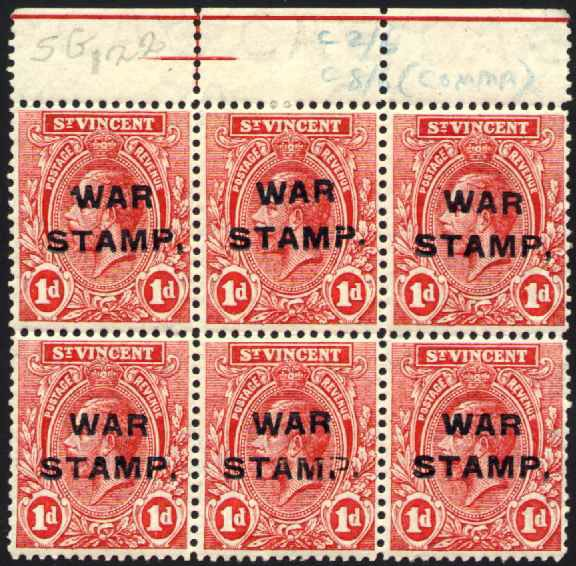

### Почтово-гербовые
Имеется информация об одной почтово-гербовой марке, имевшей хождение на Сент-Винсенте.

## Гренадины
С 1973 года для Гренадин (The Grenadines of St. Vincent) — нескольких мелких островов (Бекия, Мюстик, Саван, Кануан, Юнион и др.), составляющих с Сент-Винсентом одно государство, также издаются собственные марки. Они имеют оригинальные рисунки или надпечатки на английском языке названия островов на марках Сент-Винсента.
Первые памятные марки Гренадин появились в том же 1973 году, а первый почтовый блок — в 1978 году.
Известны также эмиссии собственных марок для островов Бекия и Юнион.
Считается, однако, что в марках этих островов нет особой необходимости, так как объём почтовых отправлений оттуда минимален.

## Британская почта
В XIX столетии для нужд британской консульской почты в Кингстауне применялся почтовый штемпель «A10» для гашения исходящей корреспонденции. При этом в 1858—1860 годах в почтовом употреблении находились почтовые марки Великобритании, а с 1 мая 1860 года по 7 мая 1861 года применялся штамп «Paid» («Оплачено»).